# Pier Carlo Padoan
Pour les articles homonymes, voir Padoan.
Pier Carlo Padoan, né le 19 janvier 1950 à Rome, est un économiste italien. Il est, précédemment, directeur exécutif du Fonds monétaire international (FMI) pour l'Italie de 2001 à 2005, puis secrétaire général adjoint de l'Organisation de coopération et de développement économiques (OCDE) du 1er juin 2007 à sa nomination comme ministre.
Le 12 décembre 2016, il est reconduit au poste de ministre italien de l'Économie et des Finances dans le gouvernement Gentiloni, après l'avoir été dans le gouvernement Renzi.

## Biographie
Pier Carlo Padoan est né le 19 janvier 1950 à Rome.
Diplômé de l'université de Rome « La Sapienza », Pier Carlo Padoan est, jusqu'en 2007 professeur d'économie dans cette même université.
Directeur exécutif du FMI de 2001 à 2005 pour la région Italie-Grèce-Portugal-Albanie, puis économiste en chef pour l'OCDE en 2009.